# فهرست زبان‌های برنامه‌نویسی برای هوش مصنوعی
محققان هوش مصنوعی، چندین زبان برنامه‌نویسی تخصصی را برای هوش مصنوعی توسعه داده‌اند:

## زبان‌ها
- AIML (به معنی "زبان نشانه گذاری هوش مصنوعی")[۱] است که از زیرمجموعه ایکس ام ال[۲] هاست و برای ربات‌های گفتگوی نوع ALICE استفاده می‌شود.
- C# می‌تواند برای توسعه مدل‌های یادگیری ماشین سطح بالا با استفاده از NET. مایکروسافت مورد استفاده قرار گیرد. ML.NET از تلفیق پروژه‌های موجود .NET توسعه داده شد و فرایند نرم‌افزار موجود را با استفاده از پلت فرم دات نت ساده کرد.
- Lisp یا زبان پردازش داده‌ها اولین زبانی بود که برای هوش مصنوعی توسعه یافت. و برای پشتیبانی از برنامه‌هایی در نظر گرفته شده که می‌توانند حل مشکلات کلی را انجام دهند. مانند لیست، انجمن، طرحواره (فریم), تخصیص حافظه پویا، انواع داده‌ها، بازگشت، بازیابی انجمنی، استفاده از توابع به عنوان آرگومان‌ها، مولد (جریان), و چند وظیفه ای تعاونی.
- اسمالتاک به‌طور گسترده برای شبیه‌سازی، شبکه‌های عصبی، یادگیری ماشین و الگوریتم‌های ژنتیک استفاده می‌شود. این زبان بهترین و زیباترین شکل برنامه‌نویسی شی گرا با استفاده از ارسال پیام پیاده‌سازی می‌کند.
- پرولوگ[۳][۴] یک زبان برنامه‌نویسی اعلانی است که در آن برنامه‌ها برحسب روابط بیان می‌شوند و با اجرای پرس و جوها روی این روابط اجرا می‌شوند. پرولوگ به ویژه برای استدلال نمادین، پایگاه داده‌ها و برنامه‌های تجزیه زبان مفید است. این زبان امروزه به‌طور گسترده‌ای در هوش مصنوعی استفاده می‌شود.
- استریپس نیز زبانی برای بیان مسائل زمانبندی و برنامه‌ریزی خودکار است که حالت اولیه، حالت هدف و مجموعه ای از عملیات را بیان می‌کند. برای هرعمل، پیش شرط‌ها (شروطی که باید قبل از انجام عمل تعیین شوند) و پس شرطها (شروطی که بعد از انجام عمل تعیین می‌شوند) مشخص می‌شوند.
- پلانر زبانی ترکیبی بین دو زبان رویه ای و منطقی است. این زبان، به جملات منطقی یک تفسیر رویه ای می‌دهد که در آن مفاهیم با استنتاج مبتنی بر الگو تفسیر می‌شوند.
- پاپ-۱۱ یک زبان برنامه‌نویسی پژواکی است که با بسیاری از ویژگی‌های یک زبان مفسربه‌طور پویا کامپایل شده‌است.. این زبان اصلی محیط برنامه‌نویسی پاپلوگ است که در ابتدا توسط دانشگاه ساسکس و به تازگی در دانشکده علوم کامپیوتر دانشگاه بیرمنگام که میزبان وبسایت پاپلوگ است توسعه داده شد. در واقع اغلب برای معرفی تکنیک‌های برنامه‌نویسی نمادین به برنامه نویسان دیگری که با سینتکس زبان پاپ بیشتراز لیسپ آشنایی دارند به کار می‌رود (همانند برنامه نویسان پاسکال). یکی از ویژگی‌های زبان پاپ ۱۱ این است که از توابع کلاس اول پشتیبانی می‌کند.
- زبان R نیز به‌طور گسترده در هوش مصنوعی نوین شامل محاسبات آماری، تجزیه و تحلیل عددی، استفاده از استنتاج بیزی، شبکه‌های عصبی و به‌طور کلی یادگیری ماشین استفاده می‌شود. در حوزه‌هایی مانند امور مالی، زیست‌شناسی، جامعه‌شناسی یا پزشکی به عنوان یکی از زبان‌های استاندارد اصلی در نظر گرفته می‌شود و چندین پارادایم برنامه‌نویسی مانند محاسبات برداری، برنامه‌نویسی توابعی و برنامه‌نویسی شی گرا را ارائه می‌دهد.
- پایتون به‌طور گسترده‌ای برای هوش مصنوعی استفاده می‌شود، با بسته‌هایی برای چندین برنامه از جمله هوش مصنوعی عمومی، یادگیری ماشین، پردازش زبان طبیعی و شبکه‌های عصبی.[۵] کاربرد هوش مصنوعی برای توسعه برنامه‌هایی که کارهایی شبیه انسان را انجام می‌دهند و مهارت‌های انسانی را به تصویر می‌کشد یادگیری ماشین است. هم هوش مصنوعی و هم یادگیری ماشین ارتباط نزدیکی با هم دارند و امروزه به‌طور گسترده‌ای مورد استفاده قرار می‌گیرند.[۶]
- هاسکل نیز یک زبان برنامه‌نویسی بسیار خوب برای هوش مصنوعی است. به راحتی می‌توان الگوریتم‌های غیر قطعی را با استفاده از ارزیابی کندرو، لیست و منطق موناد بیان کرد که اغلب مورد استفاده قرار می‌گیرد. همچنین ساختار داده‌های بی‌نهایت برای درختان جستجو عالی هستند. ویژگی‌های این زبان یک روش ترکیبی برای بیان الگوریتم‌ها را فراهم می‌کند. تنها اشکال این زبان این است که کار با نمودارها در ابتدا کمی دشوار است.
- زبان ولفرام شامل طیف گسترده‌ای از قابلیت‌های یادگیری ماشین یکپارچه، از جمله توابع بسیار خودکار مانند پیش‌بینی و طبقه‌بندی بر اساس روش‌های تشخیص خاصی است. این توابع بر روی بسیاری از انواع داده‌ها، از جمله عددی، طبقه‌بندی شده، سری زمانی، متنی، و تصویری قابل اجراست.[۷]
- جاوا (زبان برنامه‌نویسی)، عمدتا برای ایجاد راه حل‌های یادگیری ماشین، برنامه‌نویسی ژنتیک، الگوریتم‌های جستجو، شبکه‌های عصبی و سیستم‌های چند رباتی استفاده می‌شود .[نیازمند منبع]
- جولیا (زبان برنامه‌نویسی) برای مثال برای یادگیری ماشین با استفاده از کتابخانه‌های بومی یا غیر بومی کاربرد دارد.